# 洛雷托 (巴拉圭)

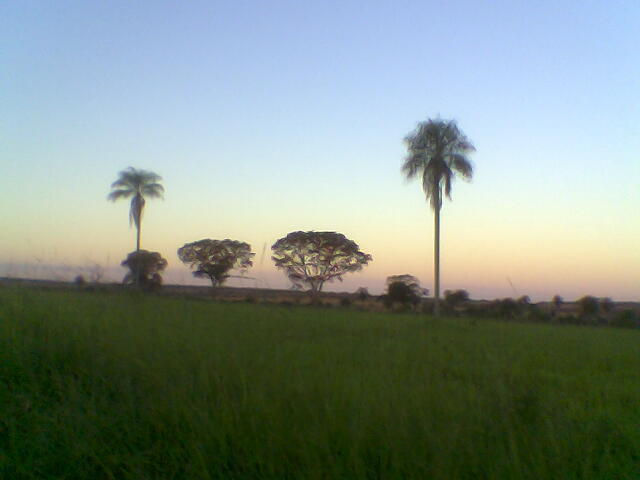

洛雷托（西班牙語：Loreto），是巴拉圭的城鎮，位於該國東北部，由康塞普西翁省負責管轄，始建於1686年12月10日，面積996平方公里，海拔高度112米，2002年人口17,242，人口密度每平方公里18人。